# L'Aquila Calcio 1927 2012-2013
Questa voce raccoglie le informazioni riguardanti la società sportiva L'Aquila Calcio 1927 nelle competizioni ufficiali della stagione 2012-2013.

## Stagione
Per L'Aquila Calcio 1927, la stagione 2012-2013 è stata la 3ª in Lega Pro Seconda Divisione (la 9ª considerando la continuità tra la Serie C2 e la Seconda Divisione) e la 28ª complessiva nel quarto livello del campionato di calcio italiano. Il club, inoltre, ha partecipato per la 13ª volta alla Coppa Italia Lega Pro.
Si tratta della prima stagione di presidenza di Corrado Chiodi, mentre l'ex patron Elio Gizzi riveste il ruolo di amministratore unico della società.
La squadra, affidata al nuovo tecnico Archimede Graziani, affronta il ritiro estivo ad Amandola (FM) prima di debuttare in Coppa Italia a Foligno contro la squadra locale il 19 agosto 2012, imponendosi sugli umbri con un netto 4-1. Il 12 settembre 2012, battendo in casa il Teramo per 3-1, L'Aquila vince il proprio girone di Coppa Italia e si qualifica alla fase a eliminazione diretta; il 3 ottobre viene sconfitta dal Perugia ai supplementari ed è costretta a salutare la competizione.

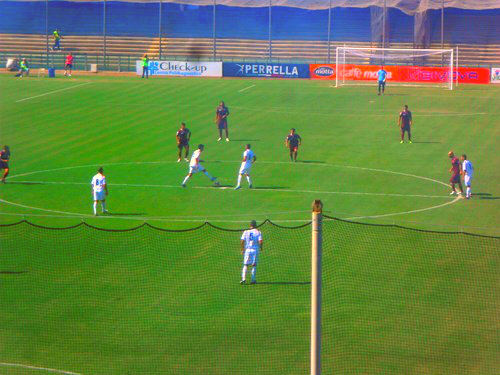
Un'immagine di Salernitana-L'Aquila, prima giornata di campionato.

Il debutto in campionato avviene invece il 2 settembre 2012 a Salerno contro la Salernitana, partita vinta dai rossoblù 3-2 in rimonta. Dopo la vittoria all'esordio, tuttavia, la formazione abruzzese entra in un periodo di crisi e, dopo aver perso con Pontedera e Aprilia, si fa raggiungere allo scadere nella gara casalinga con il Fondi, totalizzando dunque la miseria di 1 punto in 3 partite. Il convincente ritorno alla vittoria alla 5ª giornata (3-1 all'Arzanese), bissato la settimana seguente dal successo in trasferta contro l'HinterReggio, mette un freno alla crisi dei rossoblù e sembra cancellare temporaneamente i dubbi che aleggiavano sul nome dell'allenatore.
Dopo due pareggi, in casa contro il Foligno e in trasferta sul campo del Campobasso (due formazioni della parte bassa della classifica), la società decide di esonerare Archimede Graziani richiamando in panchina Maurizio Ianni, ex calciatore rossoblù già subentrato a stagione in corso nel 2010-2011 ed esonerato un anno più tardi. Il cambio, tuttavia, non dà immediatamente i risultati sperati; L'Aquila viene fermata sul pari anche dal Martina e finisce a 10 punti dal secondo posto, l'ultimo piazzamento utile per la promozione diretta. I rossoblù si riscattano nei turni successivi con due vittorie consecutive in trasferta, la prima sul campo del Borgo a Buggiano e la seconda nel derby con il Chieti, inframezzate dall'ennesimo pareggio ottenuto tra le mura amiche (1-1 con il Melfi).
Alla 13ª giornata, battendo l'Aversa Normanna per 4-1, L'Aquila torna a vincere in casa a distanza di quasi due mesi dall'ultima volta e torna a insediarsi in piena zona play-off, a 4 punti dalla coppia di testa Aprilia-Pontedera. Il successo viene bissato la settimana successiva in trasferta a Gavorrano. Il 10 dicembre 2012 il derby casalingo con il Teramo, previsto in posticipo notturno con diretta su Rai Sport, viene sospeso per neve nel corso della prima frazione di gioco e rinviato al febbraio 2013.

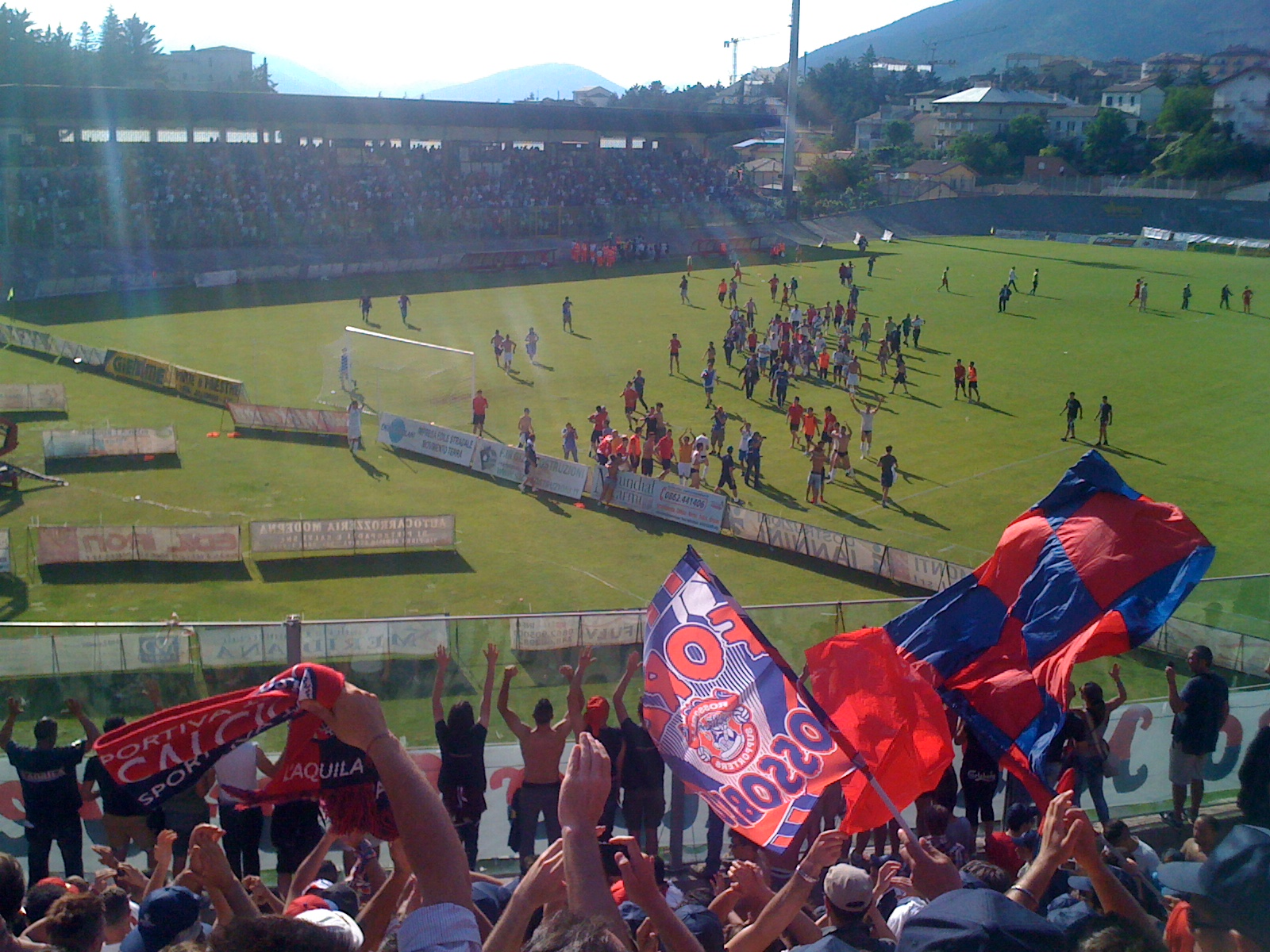
Il Fattori in festa al fischio finale di L'Aquila-Teramo, finale dei play-off.

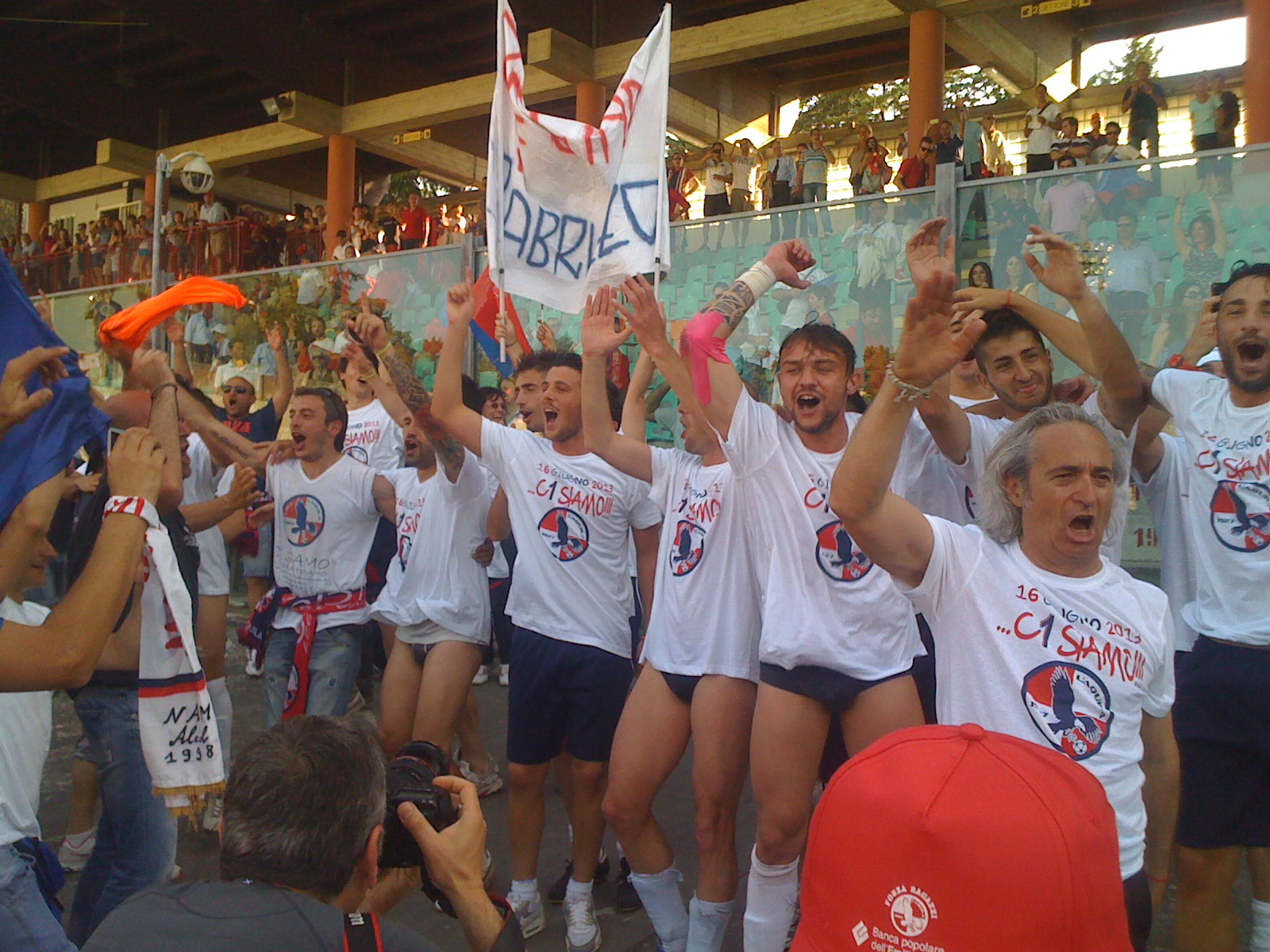
La squadra e i tifosi festeggiano la promozione in Prima Divisione.

La fine del girone d'andata non è esaltante per i rossoblù: dopo 11 risultati utili consecutivi, L'Aquila viene sconfitta a Poggibonsi e, una settimana più tardi, è fermata sullo 0-0 in casa dal Vigor Lamezia chiudendo così la prima parte del torneo in 4ª posizione, a 10 punti dalla capolista Salernitana (seppur con una partita da recuperare). Deludente è anche l'avvio del 2013 che si apre con una sconfitta casalinga, la quarta in stagione, proprio contro la formazione granata.
Dopo un pareggio in trasferta a Pontedera, L'Aquila torna alla vittoria superando prima l'Aprilia in casa, nello scontro diretto per i play-off, quindi il Fondi e l'Arzanese in trasferta, rilanciandosi così in classifica. Il 9 febbraio, nel recupero della gara con il Teramo, i rossoblù centrano la loro 4ª vittoria consecutiva. Alla striscia positiva segue, inevitabilmente, un periodo negativo segnato da tre pareggi con HinterReggio, Martina e Borgo a Buggiano, inframezzati dalla vittoria a Foligno e da una clamorosa sconfitta interna con il Campobasso, e un'ulteriore debàcle (questa volta in trasferta, all'ultimo minuto) con il Melfi.
Dopo la seconda sconfitta consecutiva in un nervoso derby casalingo contro il Chieti e l'inevitabile ricaduta in classifica, la dirigenza decide per il secondo cambio dell'allenatore, sostituendo Maurizio Ianni con il tecnico marchigiano Giovanni Pagliari. Sotto la nuova guida, i rossoblù capitanati da Marco Pomante (divenuto capitano al posto di Imperio Carcione) centrano due vittorie consecutive con Aversa Normanna e Gavorrano, prima di cadere in trasferta a Teramo. Gli ultimi due pareggi con Poggibonsi e Vigor Lamezia garantiscono all'Aquila il quinto piazzamento finale in graduatoria e l'ingresso ai play-off, obiettivo minimo di inizio stagione.
Dopo aver deluso le aspettative per buona parte del torneo, L'Aquila si riscatta negli spareggi promozione superando dapprima il Chieti in semifinale (vittoria 2-0 in casa e sconfitta ininfluente allo stadio Guido Angelini per 1-0), quindi il Teramo in finale (due successi, 0-1 allo stadio di Piano d'Accio e 2-1 in casa); la gara di ritorno, giocata il 16 giugno dinanzi a 5.000 spettatori tra cui alcune vecchie glorie rossoblù come Gianni Boccia, Alessandro Cagnale, Francesco D'Angelosante, Massimo De Amicis, Marco Di Chio, Davide Di Nicola, Massimiliano Marcosanti e Alessandro Tatomir, vale la prima promozione in Lega Pro Prima Divisione degli abruzzesi (la seconda considerando la continuità con la Serie C1) e il ritorno nel terzo livello del campionato italiano dopo 9 anni di assenza.
Il 21 giugno 2013 la squadra e i tifosi festeggiano in piazza del Duomo l'avvenuta promozione.

## Divise e sponsor
Lo sponsor tecnico per la stagione 2012-2013 è Macron, mentre lo sponsor ufficiale è Giemme. Gli sponsor premium sono invece la F.lli Gizzi Costruzioni, F.lli Chiodi Costruzioni, Costruzioni Iannini e Mancini Impresa.
Le maglie da gioco sono tre: la tenuta per gli incontri casalinghi è caratterizzata dalla tradizionale casacca a strisce verticali rosse e blu con pantaloncini e calzettoni blu, la tenuta da trasferta si presenta con la maglia bianca a inserti rossi e blu con pantaloncini e calzettoni blu, mentre la novità della stagione è rappresentata da una terza maglia completamente nera con inserti verdi sui fianchi in omaggio ai colori civici e all'altra importante realtà sportiva della città, L'Aquila Rugby 1936. La presentazione delle maglie è avvenuta il 1º settembre 2012 presso il ridotto del Teatro comunale.
| Casa | Trasferta | Terza Divisa |

## Organigramma societario
Area direttiva
- Presidente: Corrado Chiodi
- Vice presidente: Massimo Mancini
- Amministratore: Elio Gizzi
- Direttore generale: Fabio Guido Aureli

Area organizzativa
- Responsabile area organizzativa: Giancarlo Di Crescenzo
- Team manager: Angelo Piccoli

Area sanitaria
- Responsabile sanitario: Antonio Barrucci, Rodolfo Fanini

Area tecnica
- Responsabile area tecnica: Ercole Di Nicola
- Allenatore: Giovanni Pagliari[29]
- Allenatore in seconda: Giovanni Migliorelli
- Preparatore atletico: Vincenzo Milazzo
- Preparatore dei portieri: Marco Onesti

## Rosa

La formazione del ritorno della finale play-off contro il Teramo.

| N. |                   | Ruolo | Calciatore               |
| -- | ----------------- | ----- | ------------------------ |
|    | Italia (bandiera) | P     | Francesco Leuci          |
|    | Italia (bandiera) | P     | Nicola Modesti           |
|    | Italia (bandiera) | P     | Andrea Testa             |
|    | Italia (bandiera) | P     | Simone Marroccella       |
|    | Italia (bandiera) | D     | Michele Aprile           |
|    | Italia (bandiera) | D     | Maurizio Balestra        |
|    | Italia (bandiera) | D     | Stefano Blaiotta         |
|    | Italia (bandiera) | D     | Alessio Cannoni          |
|    | Italia (bandiera) | D     | Matteo D'Amico           |
|    | Italia (bandiera) | D     | Daniele Gizzi            |
|    | Italia (bandiera) | D     | Gianmarco Ingrosso       |
|    | Italia (bandiera) | D     | Gianluca Leone           |
|    | Italia (bandiera) | D     | Giacomo Ligorio          |
|    | Italia (bandiera) | D     | Tiziano Mucciante        |
|    | Italia (bandiera) | D     | Antonio Notaro           |
|    | Italia (bandiera) | D     | Andrea Petta             |
|    | Italia (bandiera) | D     | Marco Pomante (capitano) |

| N. |                   | Ruolo | Calciatore              |
| -- | ----------------- | ----- | ----------------------- |
|    | Italia (bandiera) | D     | Francesco Rapisarda     |
|    | Italia (bandiera) | C     | Francesco Agnello       |
|    | Italia (bandiera) | C     | Imperio Carcione        |
|    | Italia (bandiera) | C     | Andrea D'Amico          |
|    | Italia (bandiera) | C     | Edoardo Dall'Armi       |
|    | Italia (bandiera) | C     | Gaetano Iannini         |
|    | Italia (bandiera) | C     | Fabio Marcotullio       |
|    | Italia (bandiera) | C     | Michele Menicozzo       |
|    | Italia (bandiera) | A     | Thomas Albanese         |
|    | Italia (bandiera) | A     | Nicola Ciotola          |
|    | Italia (bandiera) | A     | Roberto Colussi         |
|    | Italia (bandiera) | A     | Umberto Improta         |
|    | Italia (bandiera) | A     | Saveriano Infantino     |
|    | Italia (bandiera) | A     | Giammarco Piccioni      |
|    | Italia (bandiera) | A     | Francesco Ripa          |
|    | Italia (bandiera) | A     | Vittorio Tateo Triarico |

## Calciomercato

### Sessione estiva(dall'1/7 al 31/8)
Rispetto alla stagione precedente, la rosa rossoblù viene rivoluzionata soprattutto per quanto riguarda la difesa e l'attacco. Il colpo dell'estate è quello dell'attaccante Nicola Ciotola, acquistato dal Verona; il fantasista campano viene affiancato ai confermati Roberto Colussi e Umberto Improta, e agli altri nuovi arrivi (Thomas Albanese, Saveriano Infantino e Vittorio Triarico) mentre lasciano L'Aquila Marco Capparella e Giuseppe Giglio. A centrocampo, la collaudata coppia formata da Francesco Agnello e Imperio Carcione viene abbinata al regista basso Gaetano Iannini, proveniente dal Casale e al mediano Michele Menicozzo, già compagno di Infantino al Barletta. Per la difesa spiccano i nuovi nomi di Gianmarco Ingrosso, Giacomo Ligorio, Tiziano Mucciante, Marco Pomante e Francesco Rapisarda. Tra i pali vengono confermati sia Nicola Modesti che Andrea Testa.
| Acquisti | Acquisti                | Acquisti       | Acquisti      |
| R.       | Nome                    | da             | Modalità      |
| -------- | ----------------------- | -------------- | ------------- |
| D        | Maurizio Balestra       | Centobuchi     | definitivo    |
| D        | Matteo D'Amico          | Pescara        | prestito      |
| D        | Daniele Gizzi           | Siena          | prestito      |
| D        | Gianmarco Ingrosso      | Lecce          | definitivo    |
| D        | Giacomo Ligorio         | Lecce          | comproprietà  |
| D        | Tiziano Mucciante       | Fidelis Andria | definitivo    |
| D        | Andrea Petta            | -              | svincolato    |
| D        | Marco Pomante           | Nocerina       | definitivo    |
| D        | Francesco Rapisarda     | Cosenza        | definitivo    |
| C        | Edoardo Dall'Armi       | Boville Ernica | definitivo    |
| C        | Gaetano Iannini         | Casale         | definitivo    |
| C        | Michele Menicozzo       | -              | svincolato    |
| A        | Thomas Albanese         | -              | svincolato    |
| A        | Nicola Ciotola          | Verona         | definitivo    |
| A        | Severiano Infantino     | -              | svincolato    |
| A        | Gianmarco Piccioni      | Lanciano       | fine prestito |
| A        | Vittorio Tateo Triarico | Lecce          | prestito      |

| Cessioni | Cessioni                | Cessioni             | Cessioni      |
| R.       | Nome                    | a                    | Modalità      |
| -------- | ----------------------- | -------------------- | ------------- |
| D        | Eugenio Calvarese       | Pescara              | fine prestito |
| D        | Flavio Rocco Coduti     | -                    | svincolato    |
| D        | Mirko Garaffoni         | Soccer Trani         | ?             |
| D        | Stefano Prizio          | Monza                | fine prestito |
| D        | Mirco Ruggiero          | Matera               | ?             |
| D        | David Simoncini         | Pisa                 | fine prestito |
| C        | Luca Battistelli        | Ascoli               | fine prestito |
| C        | Nicola Campinoti        | Siena                | fine prestito |
| C        | Edoardo Catinali        | -                    | ritirato      |
| C        | Emanuele Donadio        | San Nicolò           | ?             |
| C        | Pasquale Fontana        | Sora                 | ?             |
| C        | Federico Meacci         | Bellaria Igea Marina | ?             |
| C        | Lorenzo Perfetti        | Castelfranco         | ?             |
| C        | Walter Piccioni         | -                    | svincolato    |
| C        | Michele Pietrella       | -                    | svincolato    |
| A        | Marco Capparella        | -                    | svincolato    |
| A        | Simone Nicola Cavaliere | Recanatese           | ?             |
| A        | Evangelista Cunzi       | Ischia               | ?             |
| A        | Giuseppe Giglio         | Foggia               | ?             |
| A        | Raffaele Pianese        | Ischia               | ?             |

### Sessione invernale(dal 3/1 al 31/1)
Dopo tre anni all'Aquila, il portiere Nicola Modesti va al Martina nell'ambito di uno scambio che porta in rossoblù Francesco Leuci; insieme a Modesti, viene ceduto anche il terzo portiere Andrea Tomarelli. In difesa, dopo l'addio di Stefano Blaiotta, Matteo D'Amico e Gianluca Leone, arrivano Michele Aprile e Alessio Cannoni. In attacco vengono acquistati Francesco Ripa, attaccante proveniente dalla Nocerina, e l'ala Andrea D'Amico, ex-capitano del Milazzo.
| Acquisti | Acquisti        | Acquisti | Acquisti   |
| R.       | Nome            | da       | Modalità   |
| -------- | --------------- | -------- | ---------- |
| P        | Francesco Leuci | Martina  | definitivo |
| D        | Michele Aprile  | -        | svincolato |
| D        | Alessio Cannoni | Siena    | prestito   |
| C        | Andrea D'Amico  | Milazzo  | definitivo |
| A        | Francesco Ripa  | Nocerina | definitivo |

| Cessioni | Cessioni           | Cessioni             | Cessioni    |
| R.       | Nome               | a                    | Modalità    |
| -------- | ------------------ | -------------------- | ----------- |
| P        | Nicola Modesti     | Martina              | definitivo  |
| P        | Andrea Tomarelli   | Mezzocorona          | ?           |
| D        | Stefano Blaiotta   | -                    | rescissione |
| D        | Matteo D'Amico     | Bellaria Igea Marina | ?           |
| D        | Gianluca Leone     | -                    | rescissione |
| A        | Giammarco Piccioni | -                    | rescissione |

## Risultati

### Lega Pro Seconda Divisione

#### Girone di andata
| Arbitro: | Martinelli (Roma) |

|                         |           |                                                 |
| Gustavo 6’ Ginestra 41’ | Marcatori | 69’ (rig.) U. Improta 77’ Pomante 89’ Infantino |

| Arbitro: | Cangiano (Napoli) |

|                       |           |                        |
| U. Improta 74’ (rig.) | Marcatori | 37’ (rig.), 82’ Grassi |

| Arbitro: | Ripa (Nocera Inferiore) |

|                                        |           |  |
| Croce 41’ Marfisi 55’ Ferri Marini 84’ | Marcatori |  |

| Arbitro: | Losito (Pesaro) |

|                |           |             |
| U. Improta 23’ | Marcatori | 91’ Guidone |

| Arbitro: | Rocca (Vibo Valentia) |

|                                                |           |                 |
| Iannini 7’ Infantino 47’ U. Improta 90’ (rig.) | Marcatori | 94’ G. Esposito |

| Arbitro: | Serra (Torino) |

|                           |           |                                                      |
| Khoris 26’ Anzillotti 46’ | Marcatori | 24’ Iannini 44’ U. Improta 68’ (rig.), 84’ Infantino |

| Arbitro: | Ferrari (Venezia) |

|                |           |          |
| U. Improta 83’ | Marcatori | 9’ Gaeta |

| Campobasso 21 ottobre 2012, ore 15:00 UTC+2 8ª giornata | Campobasso         | 0 – 0 referto | L'Aquila | Stadio Nuovo Romagnoli (600 spett.)\| Arbitro: \| Marinelli (Tivoli) \| |
| Arbitro:                                                | Marinelli (Tivoli) |               |          |                                                                         |

| Arbitro: | Lazzeri (Arezzo) |

|             |           |            |
| Iannini 23’ | Marcatori | 31’ Daleno |

| Arbitro: | Rossi (Rovigo) |

|                                     |           |                                                                    |
| Settepassi 7’ Dimas 77’ Pastore 90’ | Marcatori | 3’ Infantino 18’, 31’ Carcione 45’ (rig.) U. Improta 69’ Mucciante |

| Arbitro: | Spinelli (Terni) |

|             |           |           |
| Agnello 72’ | Marcatori | 10’ Conte |

| Arbitro: | Verdenelli (Foligno) |

|  |           |               |
|  | Marcatori | 70’ Infantino |

| Arbitro: | Lacagnina (Caltanissetta) |

|                                                     |           |            |
| Carcione 8’ Ciotola 30’ U. Improta 81’ Triarico 94’ | Marcatori | 34’ Polani |

| Arbitro: | Colarossi (Roma) |

|  |           |                             |
|  | Marcatori | 11’ Infantino 14’ Rapisarda |

| Arbitro: | Ros (Pordenone) |

|             |           |  |
| Ciotola 74’ | Marcatori |  |

| Arbitro: | Ceccato (Bassano del Grappa) |

|                             |           |  |
| Pera 78’ (rig.), 86’ (rig.) | Marcatori |  |

| L'Aquila 23 dicembre 2012, ore 14:00 UTC+1 17ª giornata | L'Aquila                      | 0 – 0 referto | Vigor Lamezia | Stadio Tommaso Fattori (800 spett.)\| Arbitro: \| Di Ruberto (Nocera Inferiore) \| |
| Arbitro:                                                | Di Ruberto (Nocera Inferiore) |               |               |                                                                                    |

#### Girone di ritorno
| Arbitro: | Intagliata (Siracusa) |

|  |           |                         |
|  | Marcatori | 42’ Guazzo 89’ Ginestra |

| Arbitro: | Baldicchi (Città di Castello) |

|               |           |             |
| Arrighini 69’ | Marcatori | 31’ Ciotola |

| Arbitro: | Rapuano (Rimini) |

|               |           |  |
| Infantino 45’ | Marcatori |  |

| Arbitro: | Bindoni (Venezia) |

|            |           |                                      |
| Romano 56’ | Marcatori | 4’ U. Improta 79’ Infantino 87’ Ripa |

| Arbitro: | Morreale (Roma) |

|  |           |               |
|  | Marcatori | 9’ U. Improta |

| Arbitro: | Cangiano (Napoli) |

|          |           |               |
| Ripa 82’ | Marcatori | 53’ Carbonaro |

| Arbitro: | Rossi (Rovigo) |

|  |           |                          |
|  | Marcatori | 8’ D'Amico 17’ Infantino |

| Arbitro: | Albertini (Ascoli Piceno) |

|  |           |             |
|  | Marcatori | 51’ Majella |

| Martina Franca 10 marzo 2013, ore 14:30 UTC+1 26ª giornata | Martina       | 0 – 0 referto | L'Aquila | Stadio Giuseppe Domenico Tursi (1.600 spett.)\| Arbitro: \| Pierro (Nola) \| |
| Arbitro:                                                   | Pierro (Nola) |               |          |                                                                              |

| L'Aquila 17 marzo 2013, ore 14:30 UTC+1 27ª giornata | L'Aquila                  | 0 – 0 referto | Borgo a Buggiano | Stadio Tommaso Fattori (650 spett.)\| Arbitro: \| Melidoni (Frattamaggiore) \| |
| Arbitro:                                             | Melidoni (Frattamaggiore) |               |                  |                                                                                |

| Arbitro: | Rapuano (Rimini) |

|                                 |           |             |
| Croce 29’ (rig.) U. Improta 92’ | Marcatori | 71’ D'Amico |

| Arbitro: | Aversano (Treviso) |

|              |           |                          |
| Carcione 62’ | Marcatori | 80’, 88’ (rig.) De Sousa |

| Arbitro: | Rizzo (Siena) |

|            |           |                            |
| Giglio 21’ | Marcatori | 33’ Iannini 61’ U. Improta |

| Arbitro: | Piscopo (Imperia) |

|              |           |  |
| Carcione 50’ | Marcatori |  |

| Arbitro: | Brasi (Seregno) |

|                         |           |  |
| A. Bucchi 4’ Foglia 58’ | Marcatori |  |

| L'Aquila 5 maggio 2013, ore 15:00 UTC+2 33ª giornata | L'Aquila       | 0 – 0 referto | Poggibonsi | Stadio Tommaso Fattori (800 spett.)\| Arbitro: \| Rossi (Rovigo) \| |
| Arbitro:                                             | Rossi (Rovigo) |               |            |                                                                     |

| Lamezia 12 maggio 2013, ore 15:00 UTC+2 34ª giornata | Vigor Lamezia     | 0 – 0 referto | L'Aquila | Stadio Guido D'Ippolito (1.200 spett.)\| Arbitro: \| Benassi (Bologna) \| |
| Arbitro:                                             | Benassi (Bologna) |               |          |                                                                           |

#### Play-off
| Arbitro: | Minelli (Varese) |

|                             |           |  |
| U. Improta 23’ Carcione 82’ | Marcatori |  |

| Arbitro: | Ghersini (Genova) |

|             |           |  |
| Capogna 18’ | Marcatori |  |

| Arbitro: | Pezzuto (Lecce) |

|  |           |               |
|  | Marcatori | 52’ Infantino |

| Arbitro: | Aureliano (Bologna) |

|                         |           |                    |
| Carcione 2’ Iannini 56’ | Marcatori | 85’ (rig.) Coletti |

### Coppa Italia Lega Pro

#### Fase eliminatoria a gironi
| Arbitro: | Giovani (Grosseto) |

|             |           |                                                |
| Fiordani 2’ | Marcatori | 26’, 77’ U. Improta 41’ Infantino 65’ Carcione |

| Arbitro: | Maresca (Napoli) |

|                                       |           |                 |
| Colussi 1’ Infantino 12’ Carcione 29’ | Marcatori | 25’ L. Bellucci |

#### Fase a eliminazione diretta
| Arbitro: | Marini (Roma) |

|                          |           |                |
| Fabinho 32’ Clemente 91’ | Marcatori | 52’ U. Improta |

## Statistiche

### Statistiche di squadra
| Competizione               | Punti | In casa | In casa | In casa | In casa | In casa | In casa | In trasferta | In trasferta | In trasferta | In trasferta | In trasferta | In trasferta | Totale | Totale | Totale | Totale | Totale | Totale | DR  |
| Competizione               | Punti | G       | V       | N       | P       | Gf      | Gs      | G            | V            | N            | P            | Gf           | Gs           | G      | V      | N      | P      | Gf     | Gs     | DR  |
| -------------------------- | ----- | ------- | ------- | ------- | ------- | ------- | ------- | ------------ | ------------ | ------------ | ------------ | ------------ | ------------ | ------ | ------ | ------ | ------ | ------ | ------ | --- |
| Lega Pro Seconda Divisione | 54    | 17      | 5       | 8       | 4       | 17      | 14      | 17           | 9            | 4            | 4            | 25           | 19           | 34     | 14     | 12     | 8      | 42     | 33     | +9  |
| Play-off                   | -     | 2       | 2       | 0       | 0       | 4       | 1       | 2            | 1            | 0            | 1            | 1            | 1            | 4      | 3      | 0      | 1      | 5      | 2      | +3  |
| Coppa Italia Lega Pro      | -     | 1       | 1       | 0       | 0       | 3       | 1       | 2            | 1            | 0            | 1            | 5            | 3            | 3      | 2      | 0      | 1      | 8      | 4      | +4  |
| Totale                     | -     | 20      | 8       | 8       | 4       | 24      | 16      | 21           | 11           | 4            | 6            | 31           | 23           | 41     | 19     | 12     | 10     | 55     | 39     | +16 |

### Statistiche dei giocatori
| Giocatore      | Campionato | Campionato | Campionato  | Campionato | Play-off | Play-off | Play-off    | Play-off   | Coppa Italia Lega Pro | Coppa Italia Lega Pro | Coppa Italia Lega Pro | Coppa Italia Lega Pro | Totale   | Totale | Totale      | Totale     |
| Giocatore      | Presenze   | Reti       | Ammonizioni | Espulsioni | Presenze | Reti     | Ammonizioni | Espulsioni | Presenze              | Reti                  | Ammonizioni           | Espulsioni            | Presenze | Reti   | Ammonizioni | Espulsioni |
| -------------- | ---------- | ---------- | ----------- | ---------- | -------- | -------- | ----------- | ---------- | --------------------- | --------------------- | --------------------- | --------------------- | -------- | ------ | ----------- | ---------- |
| F. Agnello     | 25         | 1          | 6           | 0          | 0        | 0        | 0           | 0          | 1                     | 0                     | 0                     | 0                     | 26       | 1      | 6           | 0          |
| T. Albanese    | 4          | 0          | 0           | 0          | 0        | 0        | 0           | 0          | 1                     | 0                     | 0                     | 0                     | 5        | 0      | 0           | 0          |
| M. aprile      | 0          | 0          | 0           | 0          | 0        | 0        | 0           | 0          | 0                     | 0                     | 0                     | 0                     | 0        | 0      | 0           | 0          |
| M. Balestra    | 0          | 0          | 0           | 0          | 0        | 0        | 0           | 0          | 0                     | 0                     | 0                     | 0                     | 0        | 0      | 0           | 0          |
| S. Blaiotta    | 0          | 0          | 0           | 0          | 0        | 0        | 0           | 0          | 1                     | 0                     | 0                     | 0                     | 1        | 0      | 0           | 0          |
| A. Cannoni     | 2          | 0          | 0           | 0          | 0        | 0        | 0           | 0          | 0                     | 0                     | 0                     | 0                     | 2        | 0      | 0           | 0          |
| I. Carcione    | 26         | 5          | 11          | 1          | 4        | 2        | 2           | 0          | 3                     | 2                     | 1                     | 0                     | 33       | 9      | 14          | 1          |
| N. Ciotola     | 31         | 3          | 3           | 0          | 4        | 0        | 1           | 0          | 1                     | 0                     | 0                     | 0                     | 36       | 3      | 4           | 0          |
| R. Colussi     | 22         | 0          | 4           | 2          | 1        | 0        | 1           | 0          | 2                     | 1                     | 0                     | 0                     | 25       | 1      | 5           | 2          |
| A. D'Amico     | 15         | 2          | 2           | 0          | 4        | 0        | 1           | 0          | 0                     | 0                     | 0                     | 0                     | 19       | 2      | 3           | 0          |
| M. D'Amico     | 0          | 0          | 0           | 0          | 0        | 0        | 0           | 0          | 1                     | 0                     | 0                     | 0                     | 1        | 0      | 0           | 0          |
| E. Dall'Armi   | 0          | 0          | 0           | 0          | 0        | 0        | 0           | 0          | 2                     | 0                     | 0                     | 0                     | 2        | 0      | 0           | 0          |
| D. Gizzi       | 8          | 0          | 0           | 0          | 1        | 0        | 0           | 0          | 2                     | 0                     | 1                     | 0                     | 11       | 0      | 1           | 0          |
| G. Iannini     | 26         | 3          | 5           | 0          | 4        | 1        | 0           | 0          | 2                     | 0                     | 0                     | 0                     | 32       | 4      | 5           | 0          |
| U. Improta     | 34         | 11         | 3           | 0          | 4        | 1        | 1           | 0          | 2                     | 3                     | 0                     | 0                     | 40       | 15     | 4           | 0          |
| S. Infantino   | 28         | 10         | 10          | 2          | 4        | 1        | 0           | 0          | 3                     | 2                     | 0                     | 0                     | 35       | 13     | 10          | 2          |
| G. Ingrosso    | 17         | 0          | 3           | 1          | 4        | 0        | 1           | 0          | 3                     | 0                     | 0                     | 0                     | 24       | 0      | 4           | 1          |
| G. Leone       | 0          | 0          | 0           | 0          | 0        | 0        | 0           | 0          | 2                     | 0                     | 0                     | 0                     | 2        | 0      | 0           | 0          |
| F. Leuci       | 6          | -1         | 0           | 0          | 0        | 0        | 0           | 0          | 0                     | 0                     | 0                     | 0                     | 6        | -1     | 0           | 0          |
| G. Ligorio     | 29         | 0          | 1           | 0          | 2        | 0        | 0           | 0          | 2                     | 0                     | 0                     | 0                     | 33       | 0      | 1           | 0          |
| F. Marcotullio | 4          | 0          | 0           | 0          | 0        | 0        | 0           | 0          | 0                     | 0                     | 0                     | 0                     | 4        | 0      | 0           | 0          |
| M. Menicozzo   | 22         | 0          | 6           | 0          | 4        | 0        | 2           | 0          | 1                     | 0                     | 0                     | 0                     | 27       | 0      | 8           | 0          |
| N. Modesti     | 2          | -4         | 0           | 0          | 0        | 0        | 0           | 0          | 1                     | -1                    | 0                     | 0                     | 3        | -5     | 0           | 0          |
| T. Mucciante   | 27         | 1          | 7           | 1          | 0        | 0        | 0           | 0          | 2                     | 0                     | 1                     | 0                     | 29       | 1      | 8           | 1          |
| A. Notaro      | 0          | 0          | 0           | 0          | 0        | 0        | 0           | 0          | 0                     | 0                     | 0                     | 0                     | 0        | 0      | 0           | 0          |
| A. Petta       | 9          | 0          | 4           | 0          | 3        | 0        | 2           | 0          | 1                     | 0                     | 0                     | 0                     | 13       | 0      | 6           | 0          |
| G. Piccioni    | 3          | 0          | 0           | 0          | 0        | 0        | 0           | 0          | 2                     | 0                     | 0                     | 0                     | 5        | 0      | 0           | 0          |
| M. Pomante     | 29         | 1          | 5           | 0          | 4        | 0        | 0           | 0          | 1                     | 0                     | 0                     | 0                     | 34       | 1      | 5           | 0          |
| F. Rapisarda   | 30         | 1          | 5           | 2          | 4        | 0        | 0           | 0          | 1                     | 0                     | 0                     | 0                     | 35       | 1      | 5           | 2          |
| F. Ripa        | 13         | 2          | 4           | 0          | 3        | 0        | 0           | 0          | 0                     | 0                     | 0                     | 0                     | 16       | 2      | 4           | 0          |
| A. Testa       | 27         | -25        | 1           | 2          | 4        | -2       | 0           | 0          | 2                     | -2                    | 0                     | 0                     | 33       | -29    | 1           | 2          |
| A. Tommarelli  | 0          | 0          | 0           | 0          | 0        | 0        | 0           | 0          | 1                     | -1                    | 0                     | 0                     | 1        | -1     | 0           | 0          |
| V. Triarico    | 26         | 1          | 2           | 0          | 1        | 0        | 0           | 0          | 3                     | 0                     | 1                     | 0                     | 30       | 1      | 3           | 0          |